# 棚田康司
棚田 康司（たなだ こうじ、1968年 - ）は、兵庫県明石市出身の彫刻家。
東京造形大学美術学部彫刻科卒業。東京藝術大学大学院美術研究科彫刻専攻修了。文化庁芸術家在外研究員としてベルリンへ留学。
2001年ベルリン滞在後からは「一木造り」という日本古来の木彫技法による華奢な少年少女の像を制作する現代彫刻家である。

## 主な個展
- ギャラリー美遊（1994年）
- ゆっくりと、肯定へ ギャラリーαM（1997年）
- Domination & Submission - ミヅマアートギャラリー -（1999年）
- 「棚田康司」展 - ミヅマアートギャラリー -（2000年、2004年、2006年、2009年）
- 「棚田康司」展 - void+ -（2006年）
- 「棚田康司」展 - ヴァンジ彫刻庭園美術館 -（2008年）
- 「O JUN」×「棚田康司」二人展「鬩」-伊丹市立美術館-（2017年）

## 主な受賞歴
- 2005年 第8回岡本太郎記念現代芸術大賞展特別賞
- 第20回タカシマヤ美術賞